# Julius Beck von Wellstaedt
Julius Beck von Wellstaedt (31. října 1846 Vídeň – 18. února 1915 Vídeň) byl rakousko-uherský admirál. U c. k. námořnictva sloužil od roku 1862 a v mládí se zúčastnil několika válek. Řadu let zastával funkce v námořní administraci, mimo jiné u císařské vojenské kanceláře nebo v námořní sekci ministerstva války. V roce 1894 byl povýšen do šlechtického stavu, absolvoval několik cest kolem světa a později byl velitelem válečných lodí. Svou kariéru završil jako velitel námořní divize. V roce 1906 byl penzionován v hodnosti viceadmirála.

## Biografie

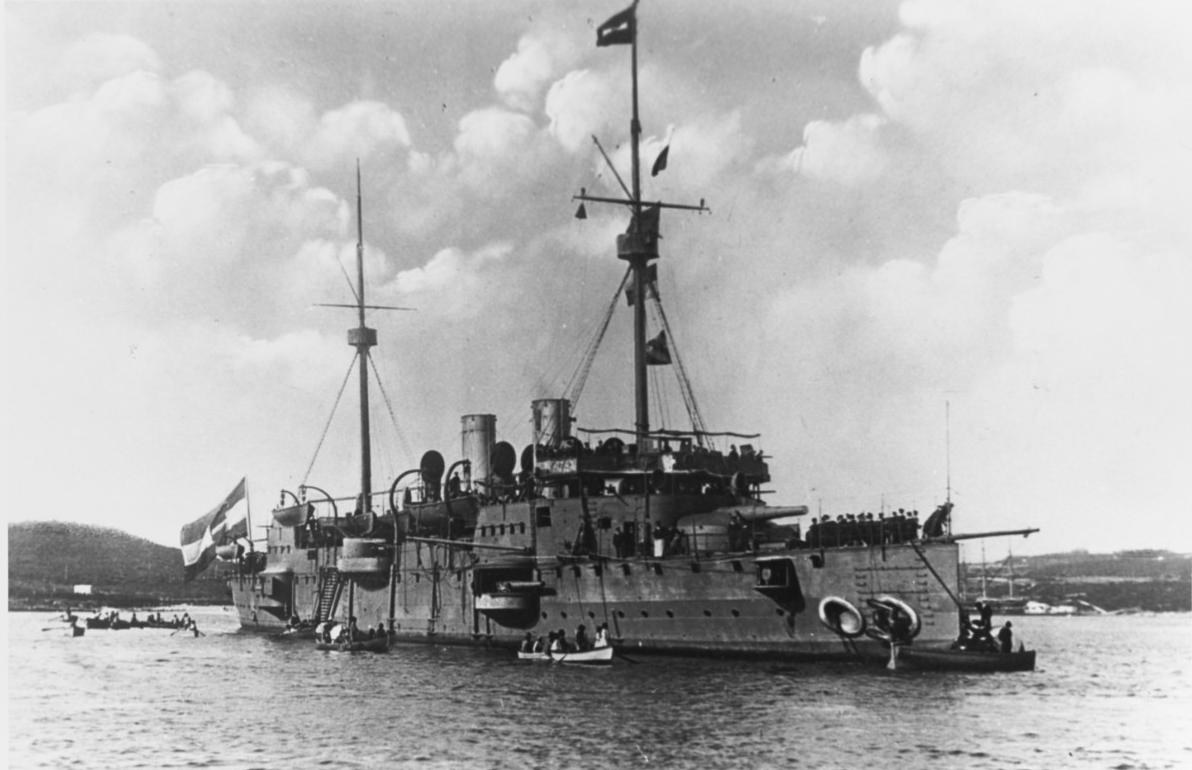
Křižník SMS Kaiserin Elisabeth, vlajková loď Julia Becka v roce 1899 při cestě do Číny (1899)

Pocházel z vídeňské měšťanské rodiny, byl synem vrchního finančního inspektora. Po absolvování reálky vstoupil v roce 1862 k námořnictvu a prošel průpravou na několika výcvikových lodích. V roce 1863 se stal kadetem a o rok později se na dělovém člunu SMS Velebich zúčastnil dánsko-německé války (1864). O dva roky později se během války s Itálií zúčastnil bitvy u Visu na palubě fregaty SMS Habsburg (1866). Poté sloužil na dalších lodích a v roce 1869 získal hodnost praporčíka. V letech 1872–1875 byl osobním pobočníkem admirála Bourguignona v Pule, poté sloužil u jednotek námořní pěchoty a v letech 1878–1880 působil jako pobočník a pedagog na C. k. námořní akademii v Rijece. Jako navigační důstojník na korvetě SMS Fasana pod velením kapitána Henriqueze absolvoval jednoroční cestu do Ameriky (1880–1881). Po návratu byl přidělen k dělostřelecké komisi v Pule a od jara do podzimu 1883 velel parníku SMS Thurn und Taxis na inspekční cestě podél břehů Jaderského moře.
Mezitím postupoval v hodnostech (poručík II. třídy 1878, poručík I. třídy 1881) a v letech 1883–1887 byl jako koncipista přidělen k císařské vojenské kanceláři ve Vídni. V dalších letech vystřídal na pozici dělostřeleckého důstojníka službu na několika obrněných lodích (SMS Prinz Eugen, SMS Laudon). K datu 1. května 1890 byl povýšen na korvetního kapitána a v letech 1890–1893 byl přidělen k prezidiální kanceláři námořní sekce na ministerstvu války ve Vídni (v roce 1892 byl dočasně i jejím provizorním přednostou). V hodnosti fregatního kapitána (1. listopadu 1893) byl krátce velitelem korvety SMS Erzherzog Friedrich (1894) a poté přednostou vojenského odboru sborového námořního velitelství v Pule (1894–1896). V letech 1896–1899 byl přednostou prezidiální kanceláře námořní sekce na ministerstvu války a k datu 1. května 1897 získal hodnost kapitána řadové lodi.
V lednu 1899 byl jmenován velitelem křižníku SMS Kaiserin Elisabeth a byl vyslán na cestu do Číny v rámci mezinárodního zákroku během boxerského povstání. O rok později se vrátil do Puly a zastával funkci viceprezidenta Námořního technického výboru (1900–1902), mezitím byl v létě 1900 krátce velitelem obrněné lodi SMS Tegetthoff. V letech 1902–1904 byl velitelem námořní základny v Terstu a ke dni 1. listopadu 1902 byl povýšen do hodnosti kontradmirála. V létě 1904 byl velitelem námořní divize na vlajkové lodi SMS Monarch. V září 1904 byl přeložen ke sborovému námořnímu velitelství v Pule, kde v roce 1905 krátce zastával funkci zástupce velitele válečné pevnosti. O Vánocích 1905 byl odeslán na dovolenou a k datu 1. února 1906 pemzionován. Při této příležitosti obdržel hodnost viceadmirála.
Po odchodu do výslužby se usadil ve Vídni. ve veřejném životě se angažoval jako člen Rakouské společnosti pro podporu lodní dopravy (Österreichischer Flottenverein) a v letech 1911–1912 byl jejím viceprezidentem. Zemřel 18. února 1915 ve věku 68 let a byl pohřben na hřbitově ve vídeňské čtvrti Ottakring.
V roce 1889 se oženil s Marií von Minet, dcerou německého vojenského lékaře, z manželství se narodily dvě dcery. 
Jeho mladší bratr Leopold (1849–1914) sloužil v c. k. armádě, v níž dosáhl hodnosti generálmajora.

## Tituly a ocenění
V roce 1894 byl povýšen do šlechtického stavu s predikátem Edler von Wellstaedt. Během služby u námořnictva se stal nositelem několika vyznamenání v Rakousku-Uhersku i v zahraničí.

### Rakousko-Uhersko
- Válečná pamětní medaile (1864)
- Válečná medaile (1873)
- Služební odznak pro důstojníky III. třídy (1885)
- Vojenský záslužný kříž (1887)
- Řád železné koruny III. třídy (1893)
- Jubilejní pamětní medaile (1898)
- Služební odznak pro důstojníky II. třídy (1902)
- Stříbrná vojenská záslužná medaile (1906)
- Vojenský jubilejní kříž (1908)

### Zahraničí
- Řád slávy (Tunisko) III. třídy (1871, Tunisko)
- Řád vycházejícího slunce IV. třídy (1885, Japonsko)
- komandérský kříž Řádu Spasitele (1907, Řecko)